# 2009年夏季聽障奧林匹克運動會桌球比賽
2009年夏季聽障奧林匹克運動會桌球比賽於9月9日至9月14日在台北市台北小巨蛋B1舉行。本項目為中華代表團所得獎牌皆為金牌的比賽項目。

## 各國奖牌榜
| 排名 | 国家／地区 | 金牌 | 银牌 | 铜牌 | 總數 |
| ---- | ---------- | ---- | ---- | ---- | ---- |
| 1    | 中国       | 5    | 3    | 4    | 12   |
| 2    | 中華臺北   | 2    | 0    | 0    | 2    |
| 3    | 日本       | 0    | 2    | 2    | 4    |
| 3    | 乌克兰     | 0    | 2    | 1    | 3    |
| 總數 | 總數       | 7    | 7    | 7    | 21   |

## 各項成績

### 女子組
| 項目                 | 金牌                         | 银牌                                     | 铜牌 |
| 女子單打決賽（詳細） | 黃夢萍（中国）               | 上田萌（日本）                           | 佐藤理穂（日本）                                                                                          |
| 女子雙打決賽（詳細） | 中國 黃夢萍 史冊             | 中國 林煥 毛尚彬                         | 日本 小浜京子 鈴木由樹子                                                                                  |
| 女子團體決賽（詳細） | 中國 黃夢萍 史冊 林煥 毛尚彬 | 日本 小浜京子 鈴木由樹子 上田萌 佐藤理穂 | 烏克蘭 Iuliia Olexsandryuna Khodko Olena Yuryevna Pavliukova Larysa Grygoryvna Starikova Mariia Vasylieva |

### 男子組
| 項目                 | 金牌                                 | 银牌                                                                                 | 铜牌                         |
| 男子單打決賽（詳細） | 溫智璇 （中華台北）                  | 王聰（中国）                                                                         | 李雲南（中国）               |
| 男子雙打決賽（詳細） | 中國 李雲南 王聰                     | 烏克蘭 Andrii Gnatiuk Gennadii Zakladnyi                                             | 中國 楊洋 張超越             |
| 男子團體決賽（詳細） | 中華台北 江豐明 郭岳東 溫智璇 楊榮宗 | 烏克蘭 Ihor Chernyak Andrii Gnatiuk Dmytro Olexsandrovych Kokosha Gennadii Zakladnyi | 中國 李雲南 王聰 楊洋 張超越 |

### 混合雙打
| 項目                 | 金牌               | 银牌           | 铜牌           |
| 混合雙打決賽（詳細） | 中國 李雲南 黃夢萍 | 中國 史冊 王聰 | 中國 楊洋 林煥 |

## 外部連結
- 本屆聽奧會桌球成績表